# Соуп Лејк (Вашингтон)
Соуп Лејк (енгл. Soap Lake) град је у америчкој савезној држави Вашингтон. По попису становништва из 2010. у њему је живело 1.514 становника.

## Демографија
Према попису становништва из 2010. у граду је живело 1.514 становника, што је 219 (12,6%) становника мање него 2000. године.
| Група             | 2000.         | 2010.         |
| Белци             | 1.451 (83,7%) | 1.257 (83,0%) |
| Афроамериканци    | 15 (0,9%)     | 15 (1,0%)     |
| Азијати           | 4 (0,2%)      | 9 (0,6%)      |
| Хиспаноамериканци | 204 (11,8%)   | 178 (11,8%)   |
| Укупно            | 1.733         | 1.514         |